# Ист Вотерфорд (Пенсилванија)
Ист Вотерфорд (енгл. East Waterford) насељено је место без административног статуса у америчкој савезној држави Пенсилванија.

## Демографија
По попису из 2010. године број становника је 196, што је 11 (5,9%) становника више него 2000. године.
| Група             | 2000.       | 2010.       |
| Белци             | 180 (97,3%) | 194 (99,0%) |
| Афроамериканци    | 0 (0,0%)    | 0 (0,0%)    |
| Азијати           | 1 (0,5%)    | 0 (0,0%)    |
| Хиспаноамериканци | 4 (2,2%)    | 2 (1,0%)    |
| Укупно            | 185         | 196         |